# Cá heo sẫm màu
Lagenorhynchus obscurus là một loài động vật có vú trong họ Delphinidae, bộ Cetacea. Loài này được Gray mô tả năm 1828.

## Hình ảnh

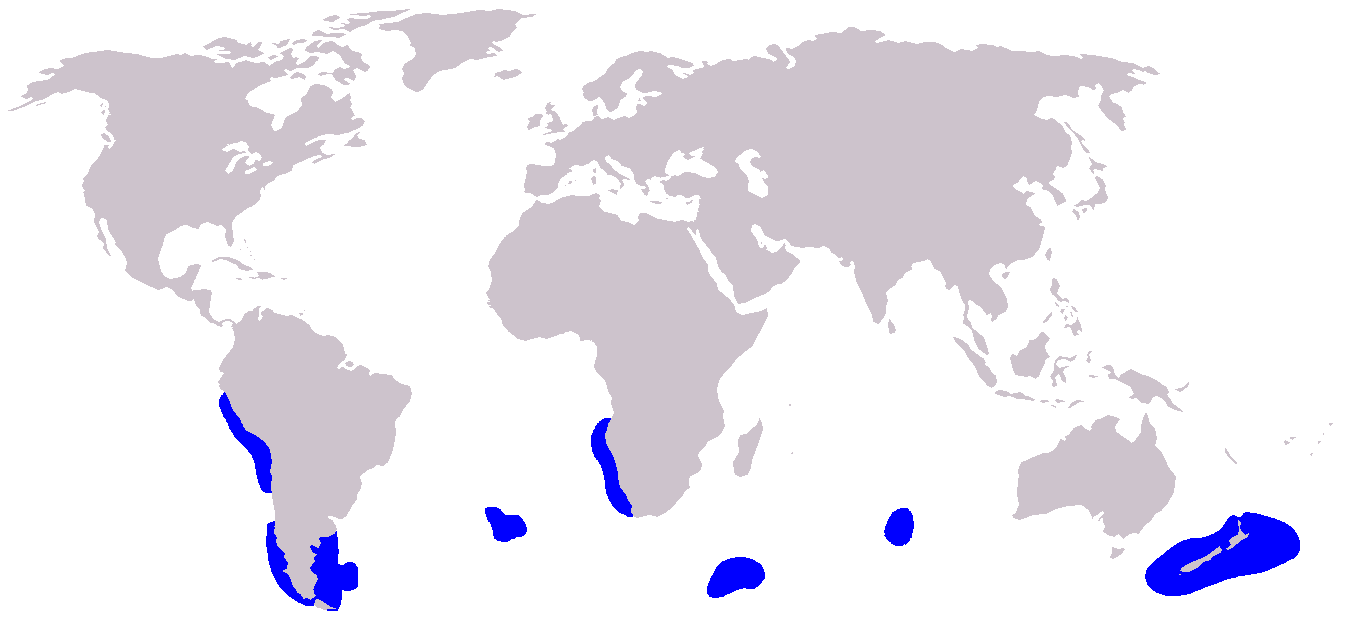
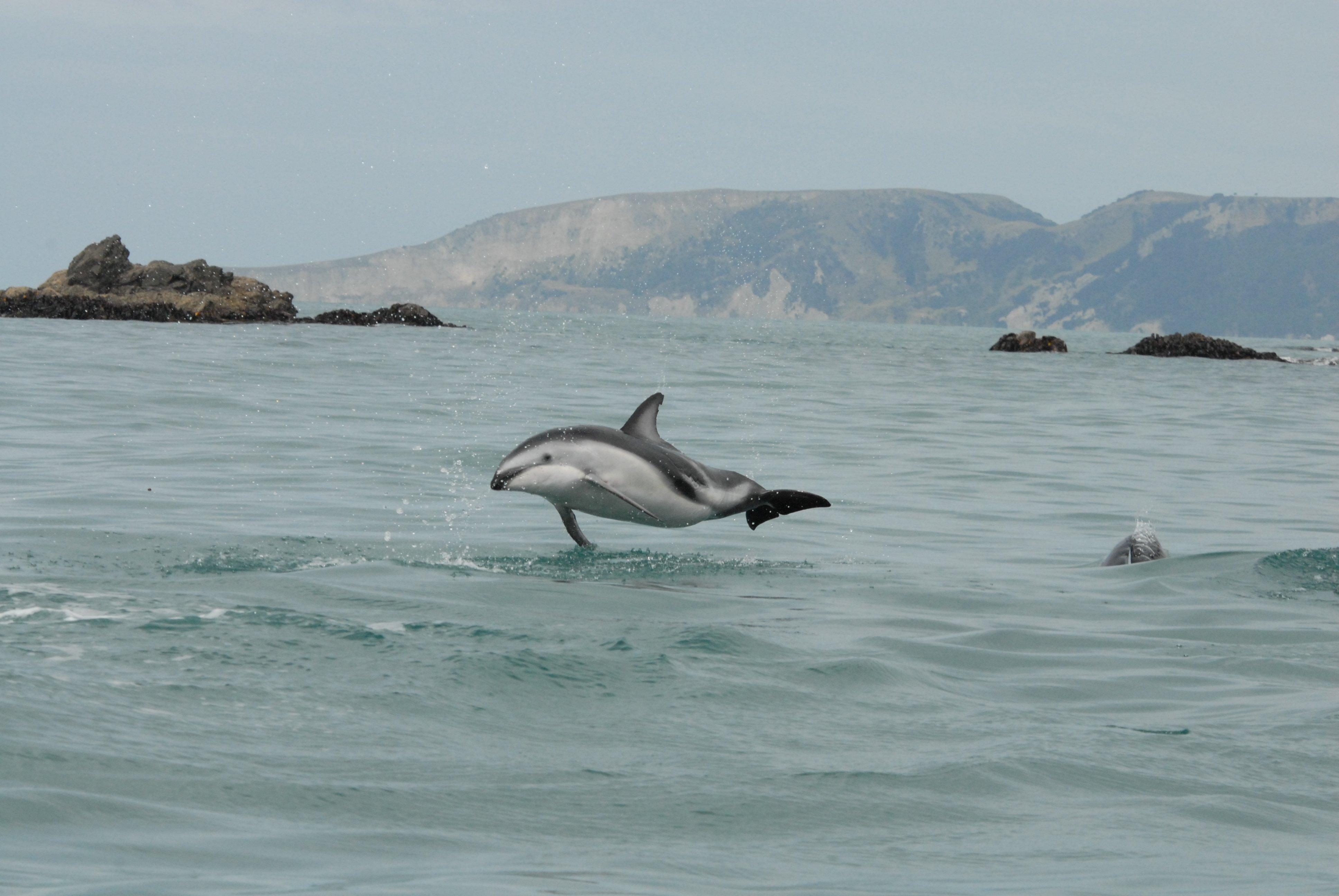
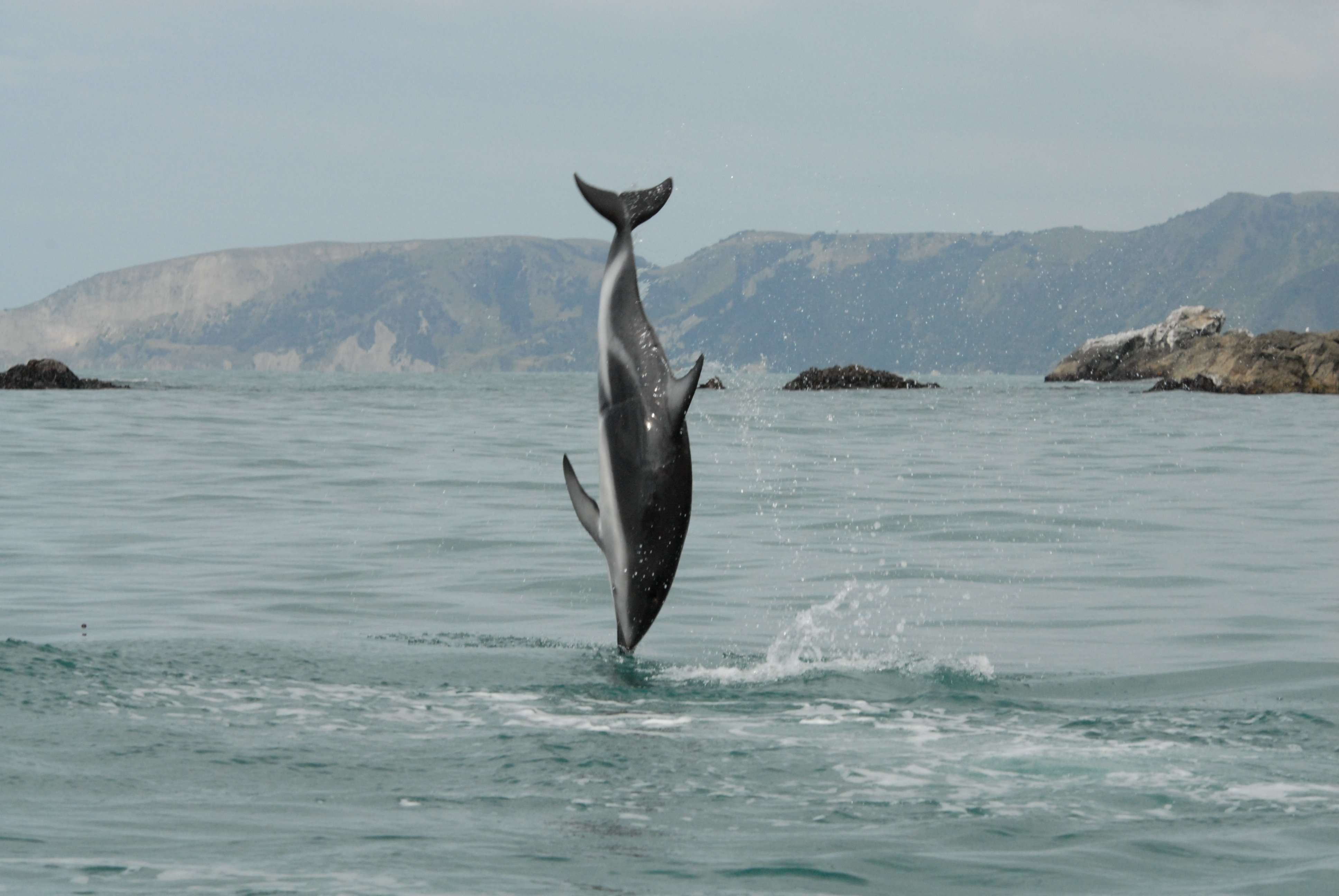
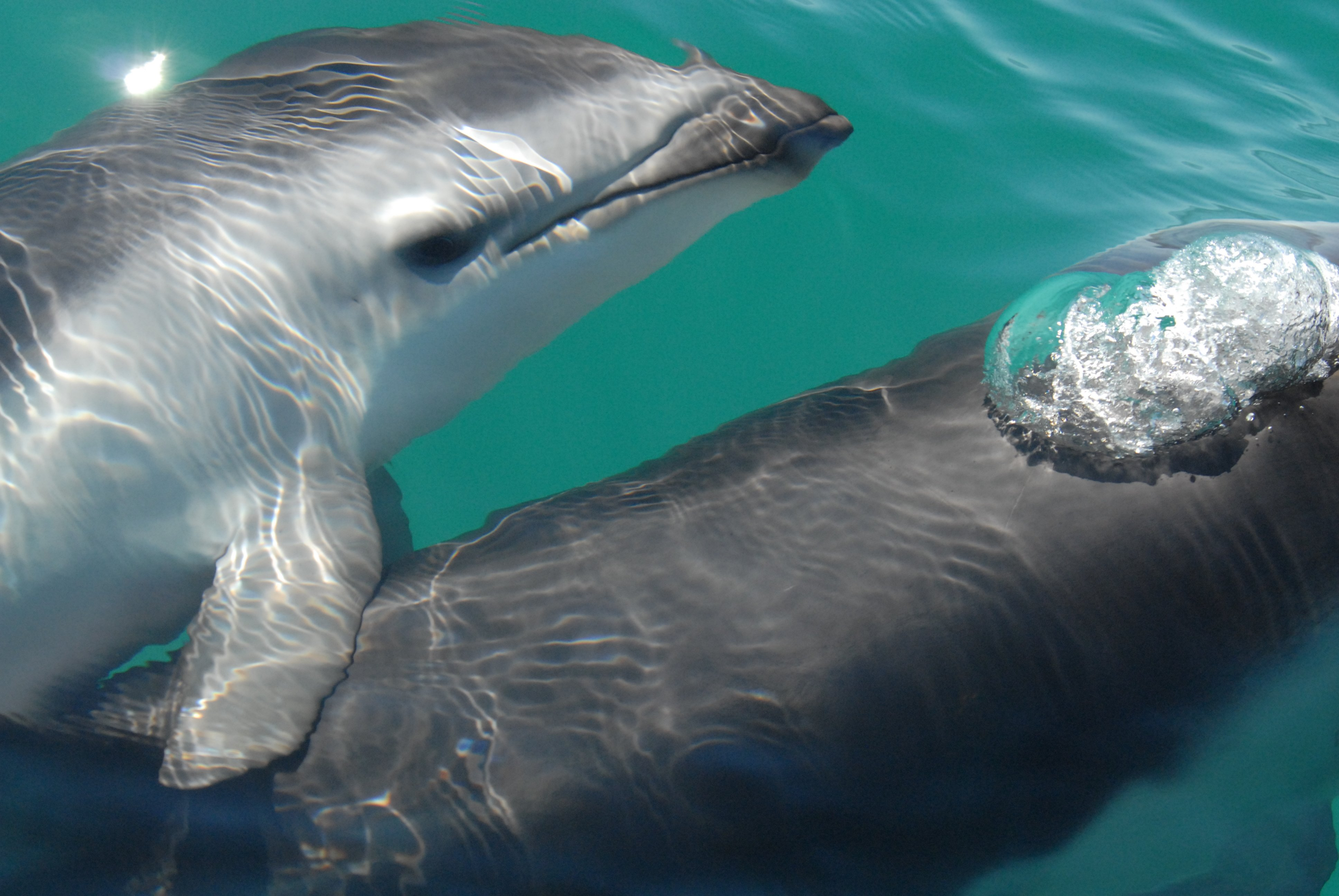